# Dom „Maria” w Katowicach
Dom „Maria” w Katowicach – budynek mieszkalny w Katowicach, położony przy ulicy Panewnickiej 374b, w dzielnicy Ligota-Panewniki. Został on wzniesiony w połowie XIX wieku z inicjatywy dominium księcia pszczyńskiego jako zajazd, pełnił potem funkcję domu opieki. Jest to budynek wyjątkowy w skali całego miasta z uwagi na charakterystyczne na elewacji frontowej drewniane ganki z półkolistymi arkadami.  

## Historia
Stopniowo od drugiej połowy XIX wieku Panewniki stawały się coraz bardziej popularnym miejscem wypoczynkowym i rekreacyjnym. Już w tym czasie na obszarze Starych Panewnik znajdowała się karczma, która była miejscem postoju dla wielu wycieczek m.in. do doliny Jamny. Wzmożony ruch turystyczny doprowadził m.in. do budowy w tym rejonie kolejnego zajazdu.
Został on wybudowany w połowie XIX wieku (bądź na początku XX wieku) z inicjatywy dominium księcia pszczyńskiego jako zajazd „Waldfrieden”, pełniąc tę funkcję przez pierwsze lata działalności. Według tradycji budynek był też zameczkiem myśliwskim książąt pszczyńskich. Na początku XX wieku gmach działał jako dom dla emerytowanych urzędników księcia pszczyńskiego, będąc przez niego dotowany. Zwany był domem „Maria”, a potocznie „Domem Maryi”, „Maryjanką” bądź „Mariówką”.
W 1923 roku gmach przejął Śląski Urząd Wojewódzki, by urządzić w nim dom socjalny. Po II wojnie światowej budynek dalej pełnił funkcję domu starców. Został on przebudowany w II połowie XX wieku, zachowując swój oryginalny charakter.
10 listopada i 9 grudnia 2019 roku katowiccy radni – Barbara Mańdok i Józef Zawadzki – złożyli interpelację do prezydenta Katowic Marcina Krupy o przekazanie budynku dawnego pensjonatu na rzecz stowarzyszenia SPES celem stworzenia w nim ośrodka wsparcia dla upośledzonych umysłowo. W odpowiedzi podano informację, iż w tym czasie nie było możliwe przekazanie domu na rzecz stowarzyszenia z uwagi na użytkowanie budynku na cele mieszkalne, lecz z uwagi na zabytkowy charakter budynku były rozważane różne koncepcje docelowego zagospodarowania nieruchomości.

## Charakterystyka
Dom „Maria” to budynek mieszkalny, położony przy ulicy Panewnickiej 374b w Katowicach, na terenie dzielnicy Ligota-Panewniki, w części dzielnicy zwanej Starymi Panewnikami.
Jest to budynek wykonany w technologii tradycyjnej, wzniesiony na planie prostokąta, murowany z cegły, z elewacjami pokrytymi tynkiem, zwieńczony dachem mansardowym pokrytym dachówką. Posiada on trzy kondygnacje nadziemne i jedną podziemną. Powierzchnia użytkowa domu wynosi 587,36 m², a powierzchnia zabudowy 336,02 m².
Dom „Maria” został wzniesiony w stylu modernistycznym, jest unikatowy w skali miasta. Posiada charakterystyczne, drewniane ganki z półkolistymi arkadami na elewacji frontowej. Pozostałe elementy dekoracyjne domu to gzymsy i ryzalit w części tylnej domu. Główne wejście do budynku znajduje się od strony elewacji frontowej, po schodach zewnętrznych. Za budynkiem zachował się fragment dawnego parku nad Kłodnicą, a wzdłuż drogi dojazdowej do domu „Maria” rośnie szpaler starych klonów.
Gmach wpisany jest do gminnej ewidencji zabytków miasta Katowice.
Gmach jest własnością miasta Katowice, a zarządcą budynku jest Komunalny Zakład Gospodarki Mieszkaniowej w Katowicach.